# Lusigny
Lusigny és un municipi francès, situat al departament de l'Alier i a la regió d'Alvèrnia-Roine-Alps. L'any 2007 tenia 1.575 habitants.

## Demografia

### Població
El 2007 la població de fet de Lusigny era de 1.575 persones. Hi havia 642 famílies de les quals 144 eren unipersonals (72 homes vivint sols i 72 dones vivint soles), 251 parelles sense fills, 223 parelles amb fills i 24 famílies monoparentals amb fills.
La població ha evolucionat segons el següent gràfic:
Habitants censats

### Habitatges
El 2007 hi havia 709 habitatges, 654 eren l'habitatge principal de la família, 16 eren segones residències i 39 estaven desocupats. 689 eren cases i 19 eren apartaments. Dels 654 habitatges principals, 515 estaven ocupats pels seus propietaris, 123 estaven llogats i ocupats pels llogaters i 17 estaven cedits a títol gratuït; 1 tenia una cambra, 18 en tenien dues, 107 en tenien tres, 216 en tenien quatre i 313 en tenien cinc o més. 522 habitatges disposaven pel capbaix d'una plaça de pàrquing. A 247 habitatges hi havia un automòbil i a 364 n'hi havia dos o més.

### Piràmide de població
La piràmide de població per edats i sexe el 2009 era:
| Homes | Edats   | Dones |
| ----- | ------- | ----- |
| 0     | 95 o +  | 0     |
| 8     | 90 a 94 | 0     |
| 0     | 85 a 89 | 20    |
| 8     | 80 a 84 | 0     |
| 32    | 75 a 79 | 28    |
| 36    | 70 a 74 | 52    |
| 48    | 65 a 69 | 48    |
| 32    | 60 a 64 | 32    |
| 28    | 55 a 59 | 36    |
| 84    | 50 a 54 | 56    |
| 64    | 45 a 49 | 68    |
| 52    | 40 a 44 | 44    |
| 48    | 35 a 39 | 68    |
| 40    | 30 a 34 | 32    |
| 56    | 25 a 29 | 44    |
| 32    | 20 a 24 | 16    |
| 28    | 15 a 19 | 44    |
| 48    | 10 a 14 | 36    |
| 32    | 5 a 9   | 40    |
| 16    | 0 a 4   | 28    |

## Economia
El 2007 la població en edat de treballar era de 1.026 persones, 786 eren actives i 240 eren inactives. De les 786 persones actives 750 estaven ocupades (381 homes i 369 dones) i 37 estaven aturades (14 homes i 23 dones). De les 240 persones inactives 117 estaven jubilades, 69 estaven estudiant i 54 estaven classificades com a «altres inactius».

### Ingressos
El 2009 a Lusigny hi havia 686 unitats fiscals que integraven 1.719 persones, la mediana anual d'ingressos fiscals per persona era de 18.226 €.

### Activitats econòmiques
Dels 58 establiments que hi havia el 2007, 1 era d'una empresa extractiva, 2 d'empreses alimentàries, 1 d'una empresa de fabricació de material elèctric, 4 d'empreses de fabricació d'altres productes industrials, 10 d'empreses de construcció, 13 d'empreses de comerç i reparació d'automòbils, 4 d'empreses de transport, 3 d'empreses d'hostatgeria i restauració, 2 d'empreses financeres, 3 d'empreses immobiliàries, 4 d'empreses de serveis, 9 d'entitats de l'administració pública i 2 d'empreses classificades com a «altres activitats de serveis».
Dels 18 establiments de servei als particulars que hi havia el 2009, 1 era una oficina de correu, 1 una oficina bancària, 4 tallers de reparació d'automòbils i de material agrícola, 3 paletes, 2 guixaires pintors, 1 fusteria, 2 electricistes, 2 perruqueries i 2 restaurants.
Dels 7 establiments comercials que hi havia el 2009, 1 era una botiga de menys de 120 m², 1 una fleca, 2 carnisseries, 1 una llibreria, 1 una botiga de material esportiu i 1 una floristeria.
L'any 2000 a Lusigny hi havia 41 explotacions agrícoles que ocupaven un total de 3.444 hectàrees.

## Equipaments sanitaris i escolars
El 2009 hi havia 2 farmàcies i 1 ambulància.
El 2009 hi havia 1 escola maternal i 1 escola elemental.

## Poblacions més properes
El següent diagrama mostra les poblacions més properes.